# Коберн, Том
Томас Аллен «Том» Ко́берн (англ. Thomas Allen "Tom" Coburn; 14 марта 1948 — 28 марта 2020) — американский политик, сенатор США от штата Оклахома, член Республиканской партии.

## Биография
Окончил университет Оклахомы (1970 год) и медицинский колледж университета Оклахомы (1983 год). Занимался медицинской практикой в области акушерства.
В 1995—2001 — член Палаты представителей США. Был избран в Сенат США в 2004 году.